# コフンリッチ

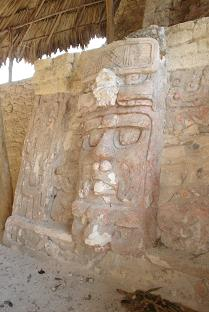
コフンリッチ遺跡　マスクの神殿

コフンリッチ(Kohunlich)はマヤ文明の祭祀センターの遺跡である。メキシコキンタナ・ロー州の州都チェトゥマル市からハイウェイを西に65キロメートル、更にハイウェイから南に9キロ、メキシコとベリーズの国境にほど近い場所に位置する。
遺跡の敷地は21エーカーの広さがあり、熱帯雨林の密林が周囲を取り巻いている。基壇や神殿ピラミッド、宮殿、広場からなる都市の中心部は、全域にわたって石畳で舗装されており、都市に降った雨水がため池へ流れ込むように巧妙に設計がなされている。このことから、古典期においてコフンリッチが重要な都市であったと推測される。遺跡には200基余りのマウントが点在しているが、その大部分は未発掘であり、植物に覆われた小山のまま放置されている。
考古学的な調査から、コフンリッチには紀元200年頃から定住が始まったと推測され、祭祀センターとしての建築活動は古典期前期終わり頃(紀元500年 - 600年)から後古典期後期初めの1200年頃まで継続していたと考えられている。また、ユカタン半島の北部低地と、古典期においてマヤ文明の中心であった中部低地を結ぶ通商路の中継地点であったと推測されている。
建造物A-1「マスクの神殿」はこの遺跡で最大の見所であり、基壇上部への階段の両脇に左右それぞれ3体ずつ（うち1体は盗掘にあい失われているので、現存するものは5体）の巨大な神のマスクのレリーフが並んでいる。往時はそのマスクは赤い化粧漆喰で彩色されていた。この建築物は古典期前期のものと考えられ、ペテン地方の建築様式との関連性を持っている。
古代マヤ語での都市名はまだ判明していない。コフンリッチという名はマヤ語起源ではなく、英語のCohoonridge(Cohune ridge, コフネヤシの尾根)をマヤ語風に言い換えたものである。1912年に最初にこの遺跡を探検したのは、オンダ川北岸の先コロンブス期の遺跡を調査していたレイモンド・マーウィンで、当時Clarksvilleと呼ばれていた遺跡一帯を、近くにあった木材伐採キャンプの名をとってコフンリッチと命名した。1968年、部分的な盗掘によって巨大なマスクの存在が明らかになると共に、考古学者ビクター・セゴビアに率いられたキンタナ・ロー州南部の最初の考古学的なプロジェクトがスタートした。現在は遺跡公園として公開されている。